# Kleroterion

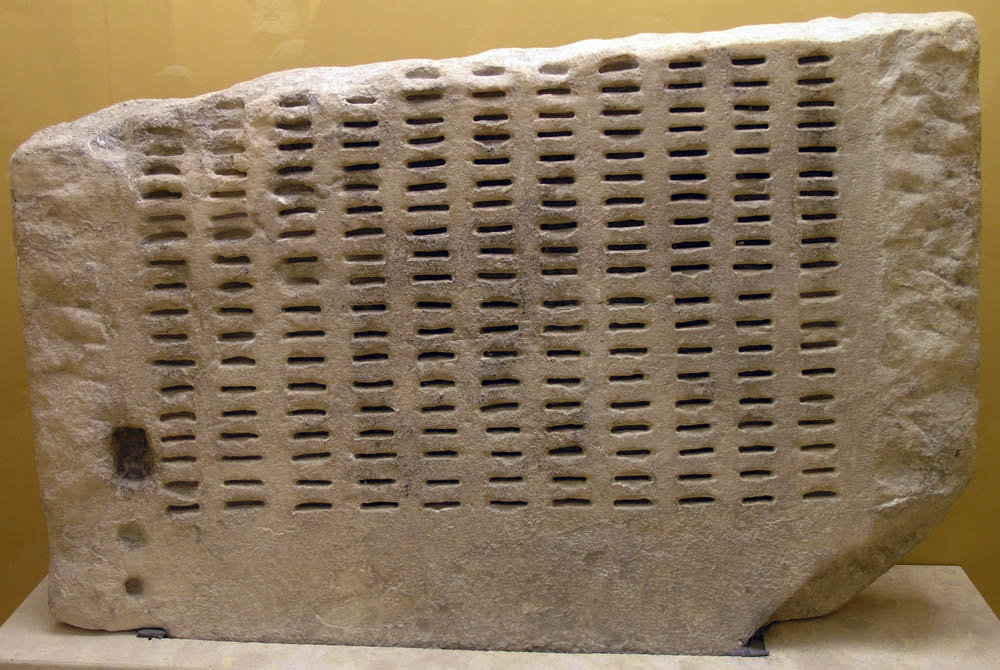

Il kleroterion (in greco antico: κληρωτήριον?) era uno strumento usato ad Atene durante il periodo della democrazia per scegliere casualmente, tra seimila aventi diritto, i cittadini che avessero il compito di comporre giurie giornaliere.
Consisteva in una superficie piatta con diverse cavità che contenevano lamine - pinakia - in bronzo, successivamente in legno, con nome, patronimico e nome del demos (villaggio) da cui provenivano (una sorta di documenti di identità) dei cittadini, e in un tubo colmo di sfere di diversi colori che, una volta estratte, avrebbero determinato quali cavità erano da scegliere.